# Михайловское (Износковский район)
Михайловское — деревня в Износковском районе Калужской области Российской Федерации. Входит в состав сельского поселения «Деревня Михали». В XVII—XVIII веках центр Михайловского стана Можайского уезда.

## Этимология
От названия церковной земли Архангела Михаила, к которой прилегало село.

## Физико-географическое положение
Находится на северо-западной окраине Калужской области, на границе со Смоленской областью. Стоит на берегах реки Шаня. В геоморфологическом плане относится к Смоленско-Московской возвышенности. Ближайший город — Медынь (44 км), ближайшие населённые пункты — деревня Михали (2,8 км). 

## История
1626 год, упоминается как Михайловское поместье, пустошь Ивана Дубенского, на месте бывшего села Михайловского на речке Руть(Рудня), к пашне присоединено часть пустоши Коншиной. Также указывается, что при Михайловском ранее стоял старый погост и церковь Архангела Михаила, бывший починок Яковцев .
1647 год, Михайловское поместье Ивана Дубенского на месте бывшего села Михайловскоего дано можайскому дворянину Семёну Федоровичу Познякову .
1672 год, Михайловское — деревня с 4 дворами, на реке Руди(Рудне), недоросля Леонтия Гавриловича Познякова
1667 год, Церковною землею владеют в оброк Никита Савельевич Бурков и Леонтий Позняков, оброку платят 8 алтын и 2 деньги в год.
1686 год, по указу Патриарха Иоакима и челобитной Леонтия Гавриловича Познякова, отдана ему Михайловская церковная земля в оброк с платою по 28 алтын и 3 деньги.
1782 год, Михайловское — сельцо с пустошами, Ивана Михайловича Игнатьева, Натальи Дементьевной Позняковой, Натальи Ивановны Соймоновой. Земли всего : 508 десятин и 2077 сажень.
| Параметры       | 1672         | 1782                           | 1863         | 1891                   | 1914                   | 2002         | 2010         |
| --------------- | ------------ | ------------------------------ | ------------ | ---------------------- | ---------------------- | ------------ | ------------ |
| Название        | Михайловское | Михайловское                   | Михайловское | Михайловское           | Михайловское           | Михайловское | Михайловское |
| Население       |              | 123↗                           | 190↗         | 72↘                    | 80↗                    | 6↘           | 6↘           |
| Дворов          | 4            | 17↗                            | 15↘          |                        |                        |              |              |
| Статус          | Деревня      | Сельцо                         | Сельцо       | Село                   | Сельцо                 | Деревня      | Деревня      |
| Уезд(Область)   | Можайский    | Медынский                      | Медынский    | Медынский              | Медынский              | Калужская    | Калужская    |
| Стан(Район)     | Михайловский |                                | 2            | 2                      | 2                      | Износковский | Износковский |
| Волость(сс, сп) |              |                                |              | Межетчинская           | Межетчинская           | Лысковский   | Михали       |
| Владелец        | Позняков     | Игнатьев, Позняков, Соймонова  | Владетельное | н/д                    | н/д                    |              |              |
| При нём         |              | два деревянных господских дома |              | Земская школа, церковь | Земская школа, церковь |              |              |

## Население
| 2002 | 2010 |
| ---- | ---- |
| 6    | →6   |

## Инфраструктура
Личное подсобное хозяйство с зоной сельскохозяйственного использования, индивидуальная застройка усадебного типа.

## Транспорт
От Износок (42 км) каждый четверг ходит автобус до деревни Михали, откуда можно добраться до деревни Михайловское. 